# Чирянка сіра
Чирянка сіра (Anas gibberifrons) — вид водоплавних птахів родини качкових (Anatidae). Ендемік Зондських островів.

## Поширення
Вид поширений в Індонезії та Східному Тиморі. Поширений на півдні Борнео і Суматри, на островах Ява, Балі, Ломбок, Сумбава, Сумба, Флорес, Лембата, Роті та Сулавесі (включаючи Тогіан-Іс, Салаяр, Муна, Бутон і Сула), Тимор і Ветар; можливо, також на Амбоні, Каї і Танімбарі. Населяє різноманітні водно-болотні угіддя, а також зустрічається на річках, з великими концентраціями, які іноді реєструються в мангрових болотах; також спостерігався в морі.

## Опис
Це плямиста коричнева качка з білими та зеленими дзеркальцями на крилах. Самець і самиця мають однакове забарвлення. Він має майже таке ж забарвлення, як самиця чирянки австралійської (Anas castanea), від якого він відрізняється лише світлішим кольором шиї, блідішим обличчям і, перш за все, виступаючим чолом.